# Archidiecezja Toliara
Archidiecezja Toliara – diecezja rzymskokatolicka na Madagaskarze, powstała w 1957 pod nazwą diecezja Tuléar. W 1989 przemianowana na diecezję Toliara. Archidiecezja od 2003.

## Biskupi diecezjalni
Biskupi  Tuléar
- bp Michel-Henri Canonne (1959–1974)
- bp René Joseph Rakotondrabé (1974–1989)

Biskupi Toliara
- abp Fulgence Rabeony, S.J. (1990–2003)

Arcybiskupi metropolici
- abp Fulgence Rabeony S.J. (od 2003–2023)
- abp Gustavo Bombin Espino (od 2023)